# جيم لورد (مغن مؤلف)
جيم لورد (بالإنجليزية: Jim Lord)‏ هو مغن مؤلف أمريكي، ولد في 7 سبتمبر 1948 في جيرسي سيتي في الولايات المتحدة.

## وصلات خارجية
- الموقع الرسمي